# كارول ويلكينسون
كارول ويلكينسون (بالإنجليزية: Carole Wilkinson)‏ هي كاتبة للأطفال وكاتِبة أسترالية، ولدت في 1950 في دربي في المملكة المتحدة.

## وصلات خارجية
- الموقع الرسمي